# Michael Barrett (Kameramann)
Michael Bradley Barrett (* 28. Mai 1970 in Riverside, Kalifornien) ist ein US-amerikanischer Kameramann.

## Leben
Barrett traf 1992 den Kameramann Gabriel Figueroa und sprach mit ihm über die Dreharbeiten zum Film Mexikanische Romanze (La Perla) aus dem Jahr 1947. Im gleichen Jahr begann er ein Studium der Kunstgeschichte an der University of California, Los Angeles, wo er erste Filmkurse belegte. Danach studierte Barrett bis 1996 Filmwissenschaft an der Columbia University. Während seines Studiums sammelte er erste Erfahrungen als Kameramann bei Dreharbeiten zu Musikvideos und Kurzfilmen. Bei seiner Masterarbeit wurde er vom Kameramann Allen Daviau betreut. Über Daviau erhielt er erste Chancen für größere Projekte.
Ab 2001 drehte Barrett für einige Jahre vor allem für die Fernsehserie CSI: Den Tätern auf der Spur. 2002 wurde Barrett mit einem ASC Award for Outstanding Achievement in Cinematography in der Kategorie Movie of the Week or Pilot (Network) für seine Arbeit an der CSI-Miami-Pilotfolge „Cross Jurisdictions“ ausgezeichnet. 2006 brachte ihm seine Arbeit für das Filmdrama Bobby eine Nominierung im Wettbewerb des Camerimage Festivals ein.
Michael Barrett ist seit September 2017 mit der Schauspielerin Anna Faris liiert, die er bei den Dreharbeiten zum Film Overboard kennengelernt hatte. 2021 heiratete das Paar.

## Filmografie (Auswahl)
- 1996: Ticket to Ride (Kurzfilm)
- 1997: Face (Kurzfilm)
- 1998: Cookin’ (Kurzfilm)
- 1998: Finding North
- 1998: Die Safe-Spezialisten (Safe Men)
- 1999: The Suburbans – The Beat Goes On! (The Suburbans)
- 1999: Changing Directions (Kurzfilm)
- 2000: Hide
- 2000: 75 Degrees in July
- 2001: Aufs Spiel gesetzt (The Atlantis Conspiracy, Fernsehfilm)
- 2001: Happy Birthday
- 2001: Skeletons in the Closet
- 2001–2004: CSI: Den Tätern auf der Spur (CSI: Crime Scene Investigation, Fernsehserie, 31 Episoden)
- 2002: The Perfect You
- 2002: Cowboys und Idioten (Lone Star State of Mind)
- 2002: Turn of Faith
- 2004: CSI: Miami (Fernsehserie, fünf Episoden)
- 2005: Lucky 13
- 2005: Kiss Kiss, Bang Bang (Kiss Kiss Bang Bang)
- 2005: Goal – Lebe deinen Traum (Goal! The Dream Begins)
- 2005–2006: Close to Home (Fernsehserie, fünf Episoden)
- 2006: Bobby
- 2008: Ein verhängnisvoller Sommer (The Mysteries of Pittsburgh)
- 2008: Leg dich nicht mit Zohan an (You Don't Mess with the Zohan)
- 2008: Prop 8: The Musical (Kurzfilm)
- 2008: Bedtime Stories
- 2010: Takers – The Final Job (Takers)
- 2010: Alles muss raus (Everything Must Go)
- 2011: Bucky Larson: Born to be a Star
- 2011: Der Zoowärter (Zookeeper)
- 2011: Harold & Kumar – Alle Jahre wieder (A Very Harold & Kumar 3D Christmas)
- 2012: Ted
- 2013: Battle of the Year
- 2014: About Last Night
- 2014: A Million Ways to Die in the West
- 2015: Ted 2
- 2015: Supergirl (Fernsehserie, 1 Episode)
- 2015: Blood & Oil (Fernsehserie, 3 Episoden)
- 2017: The Clapper
- 2018: Der Kurier (Beast of Burden)
- 2018: Overboard
- 2018: Gotti
- 2018: Nomis – Die Nacht des Jägers (Night Hunter)